# 亨德森維爾鎮區 (北卡羅萊納州亨德森縣)
亨德森維爾鎮區（英語：Hendersonville Township）是位於美國北卡羅萊納州亨德森縣的一個鎮區。

## 地方資料
亨德森維爾鎮區的面積為164.20平方千米，皆為陸地。根據2020年美國人口普查的數據，當地共有人口41935人，而人口密度為每平方千米255.39人。